# Manoir de Kerscoup
Le manoir de Kerscoup est situé à Plaudren en France.

## Localisation
Le manoir est situé sur le territoire de la commune de Plaudren, au lieu-dit Kerscoup, dans le département du Morbihan en région Bretagne.

## Description
Le manoir actuel date des XVIIe et XVIIIe siècles, édifice à un étage carré, élévation ordonnancée. Toiture à longs pans brisés couverte d'ardoises, croupe. Escalier dans-œuvre : escalier tournant à retours.

## Historique
Manoir dont la partie centrale du logis date du XVIIe siècle, les pavillons latéraux sont vraisemblablement du XVIIIe siècle ; fondations d'une tourelle d'escalier octogonale détruite sur l'élévation postérieure (partie centrale) ; chapelle détruite après 1945 ; cadran solaire gravé sur l'enduit de l'élévation postérieure (sud).
Il est inscrit à l'inventaire général du patrimoine culturel en 1986.